# Station Stonehouse
Stonehouse is een spoorwegstation van National Rail in Stonehouse, Stroud in Engeland. Het station is eigendom van Network Rail en wordt beheerd door Great Western Railway. 